# Ferronnerie

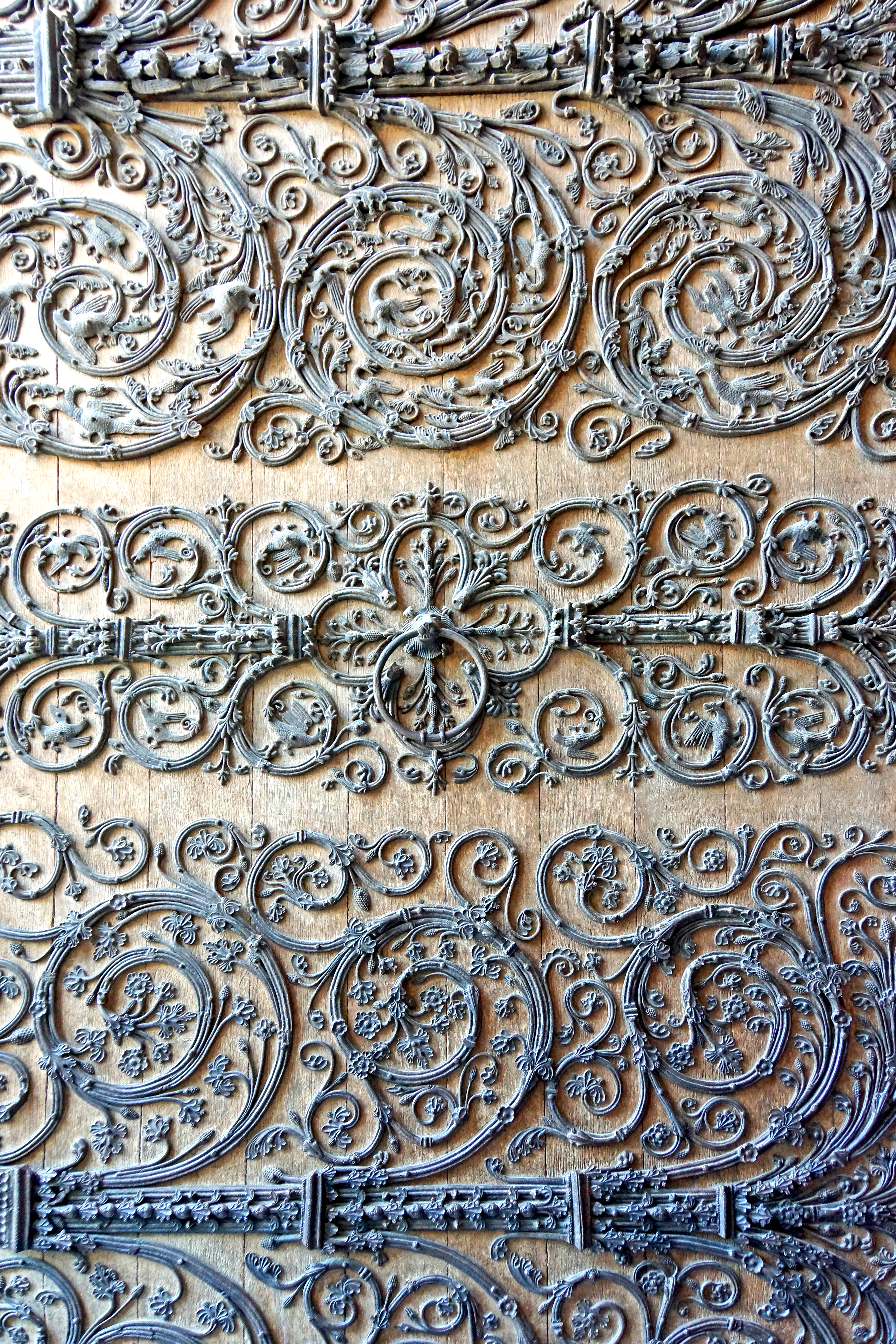
Pentures en forme de rinceaux de l'une des portes de la cathédrale Notre-Dame de Paris, attribuées au forgeron Biscornet, et restaurées au XIXe siècle par Pierre Boulanger après avoir été étudiées par Viollet-le-Duc.

La ferronnerie est l'art et la technique du travail du fer à la forge, à l'étampe ou au marteau. Les ouvrages de ferronnerie sont réalisés par un ferronnier ou un forgeron.

## Typologie
On peut distinguer :
- la ferronnerie du bâtiment qui produit des objets et des ornements architecturaux en fer forgé (garde-corps, grilles, rampes, ou objets d'art). La ferronnerie a constitué le prolongement décoratif naturel des bâtiments de toutes les époques.

Simultanément au perfectionnement des techniques d'extraction du fer, la ferronnerie, plus légère et plus résistante, a remplacé les protections de bois ou de pierre qui sécurisaient les édifices ;
- la ferronnerie domestique qui regroupe les ustensiles culinaires (tournebroches, chenets) et la ferronnerie funéraire ;
- la ferronnerie du travail liée à la production agricole ou artisanale (charrues, bêches, herses, outillages).

## Histoire
Aucun traité de serrurerie antérieur au XVIIe siècle n'a été conservé ; le premier traité qui nous soit parvenu fut écrit par Mathurin Jousse en 1627, suivi en 1762 par l'Art du serrurier rédigé par Henri Louis Duhamel du Monceau.
La ferronnerie a connu un développement très important au XIXe siècle avec l'apparition de la fonderie et la diffusion de modèles industriels en fonte.

## Les divers types de ferronnerie

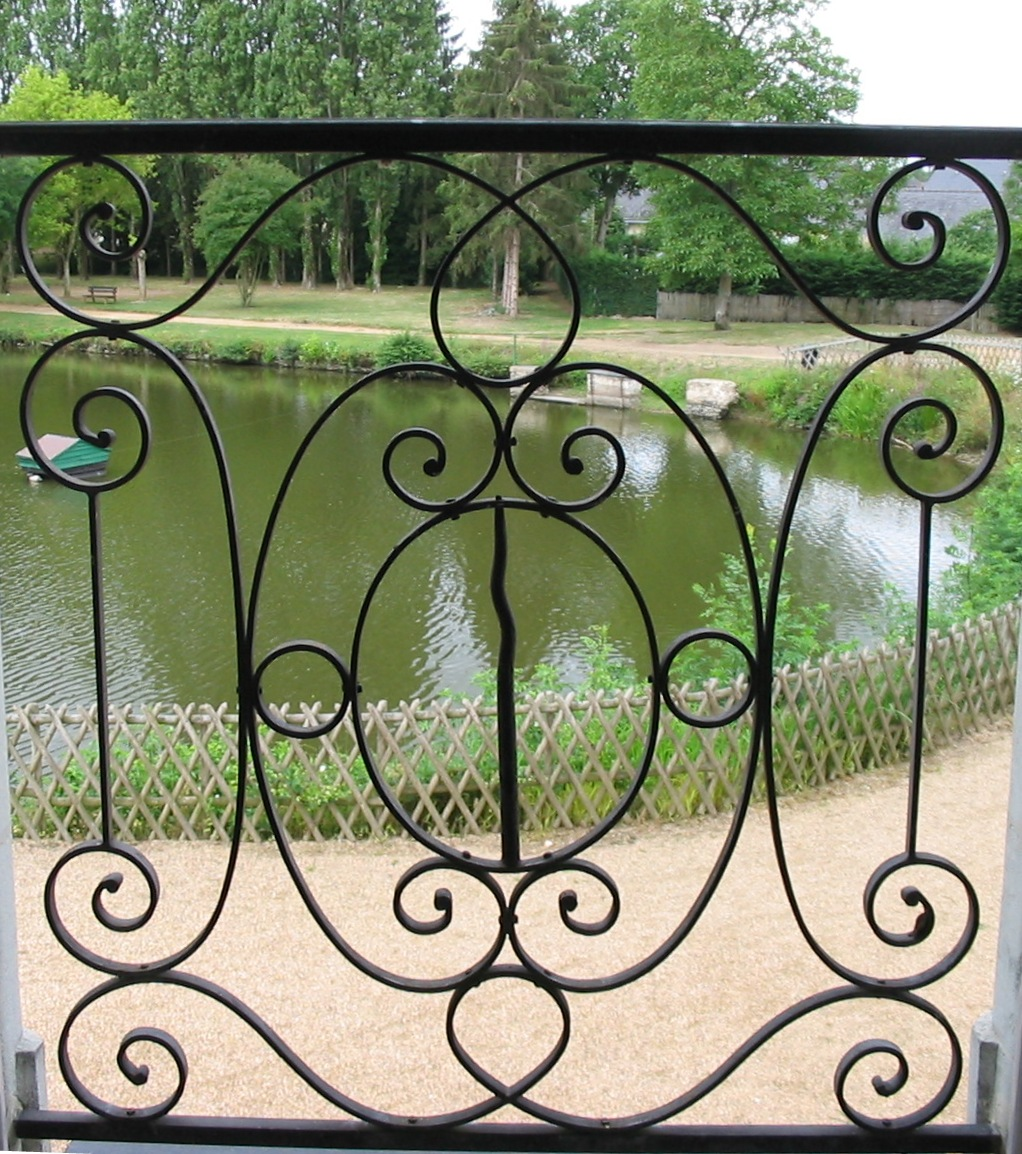
Garde-corps, fenêtre ancienne cure de Brain-sur-Longuenée, travail artisanal (fer forgé).
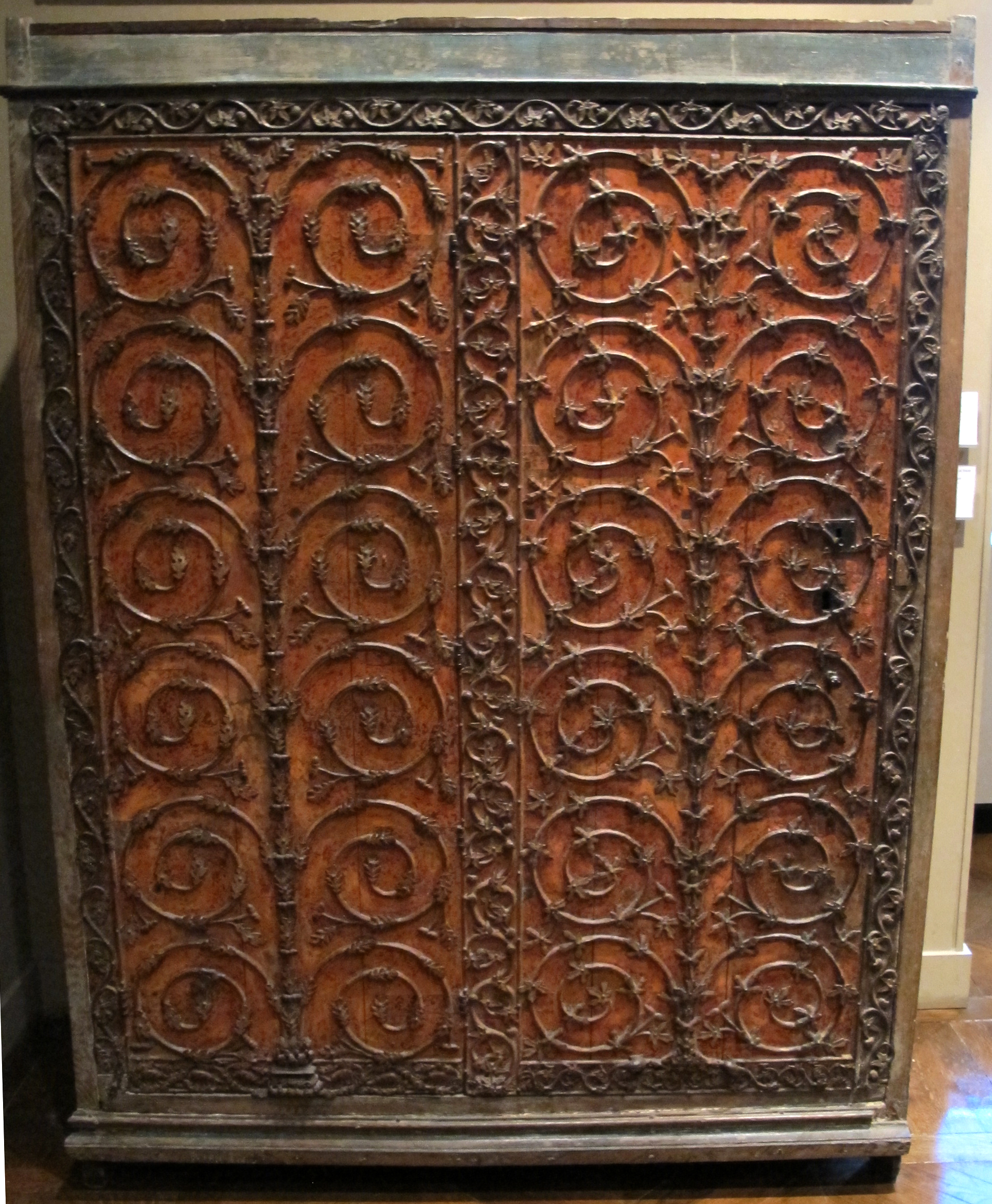
Délicates ferronneries d'un meuble de sacristie gothique du XIVe siècle provenant de la Somme.
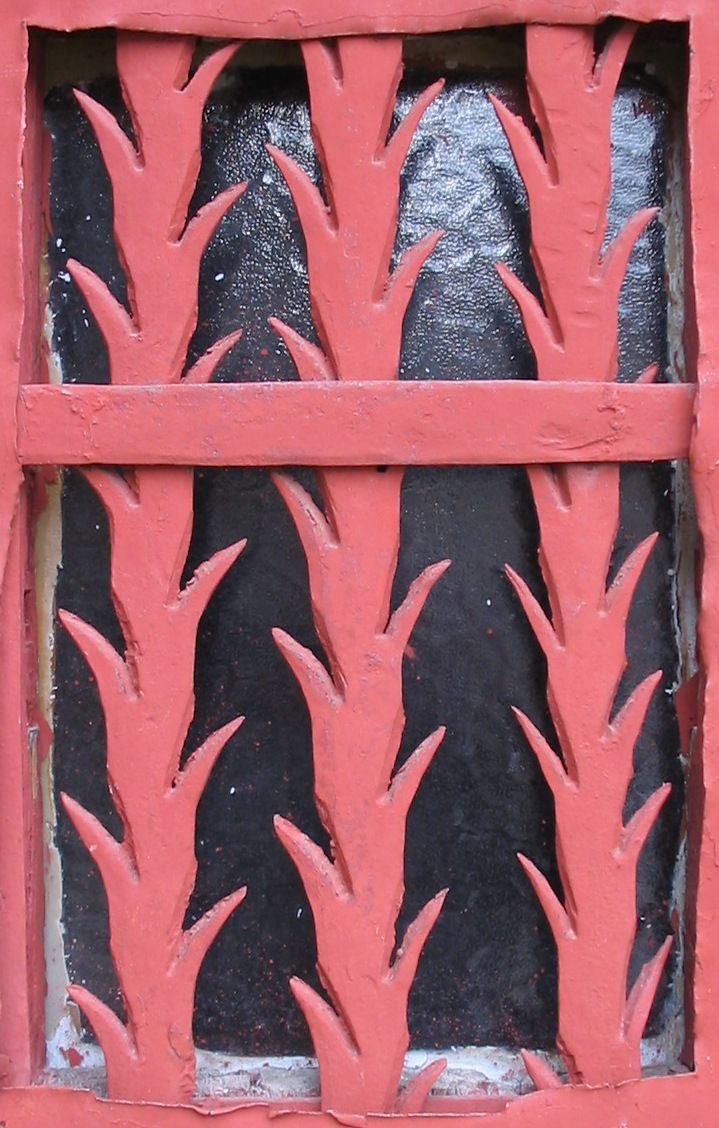
Grille en épis tranchée à chaud, au burin.
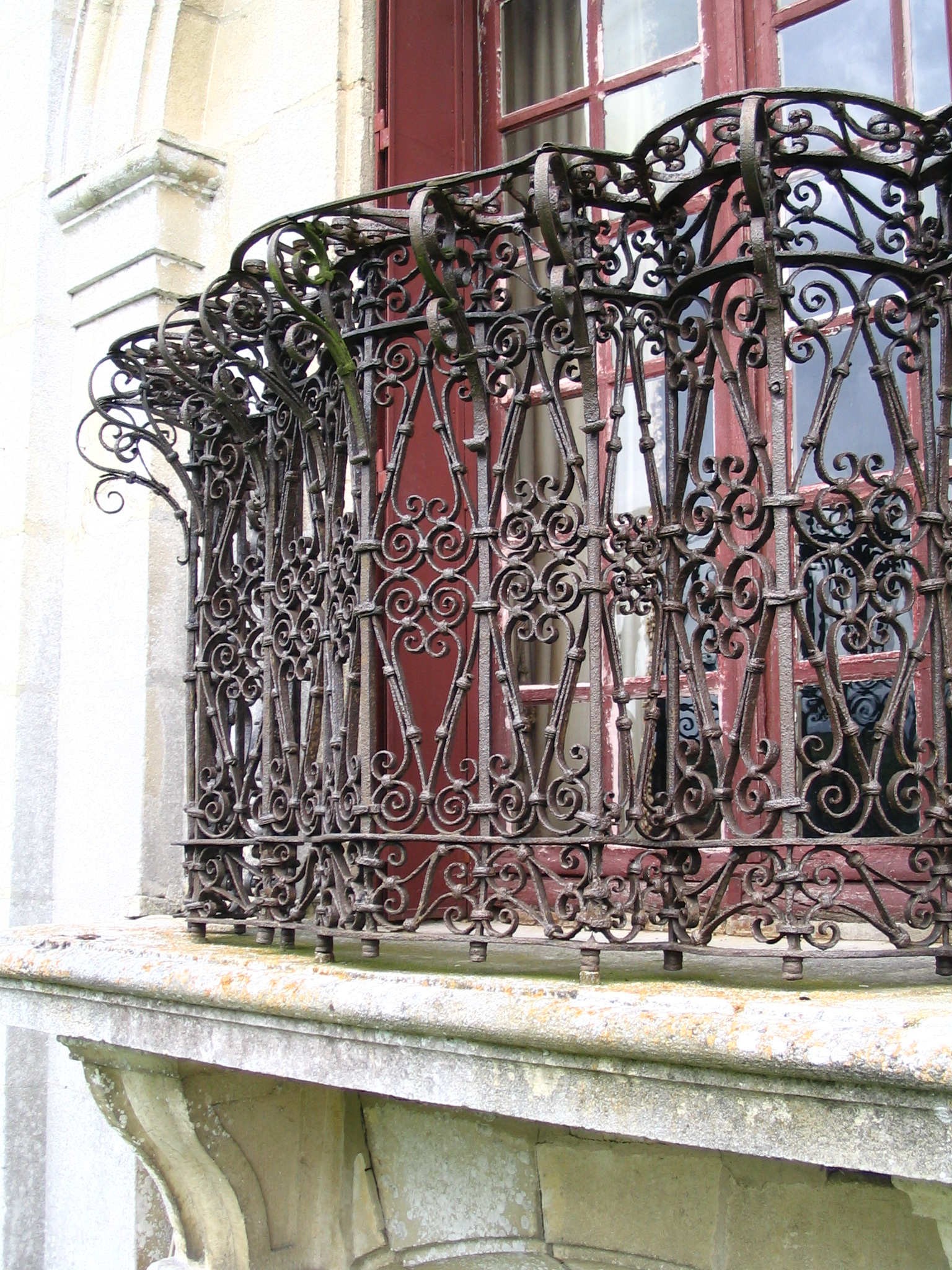
Balcon vénitien vers 1600, château d'Ambleville (Val-d'Oise).
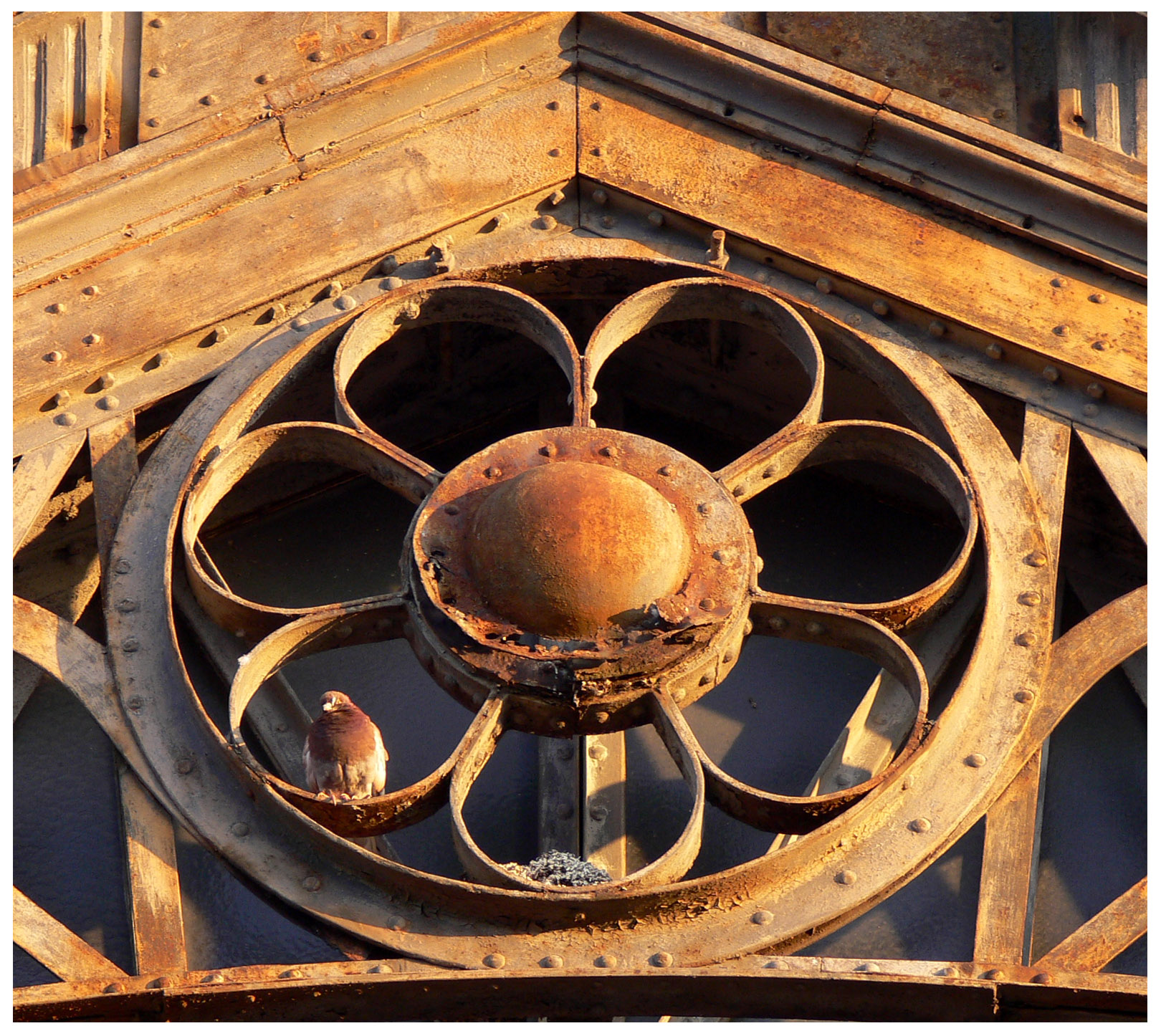
Ferronnerie industrielle, motif de fleur tenu par des rivets, Lille (France), XIXe siècle.
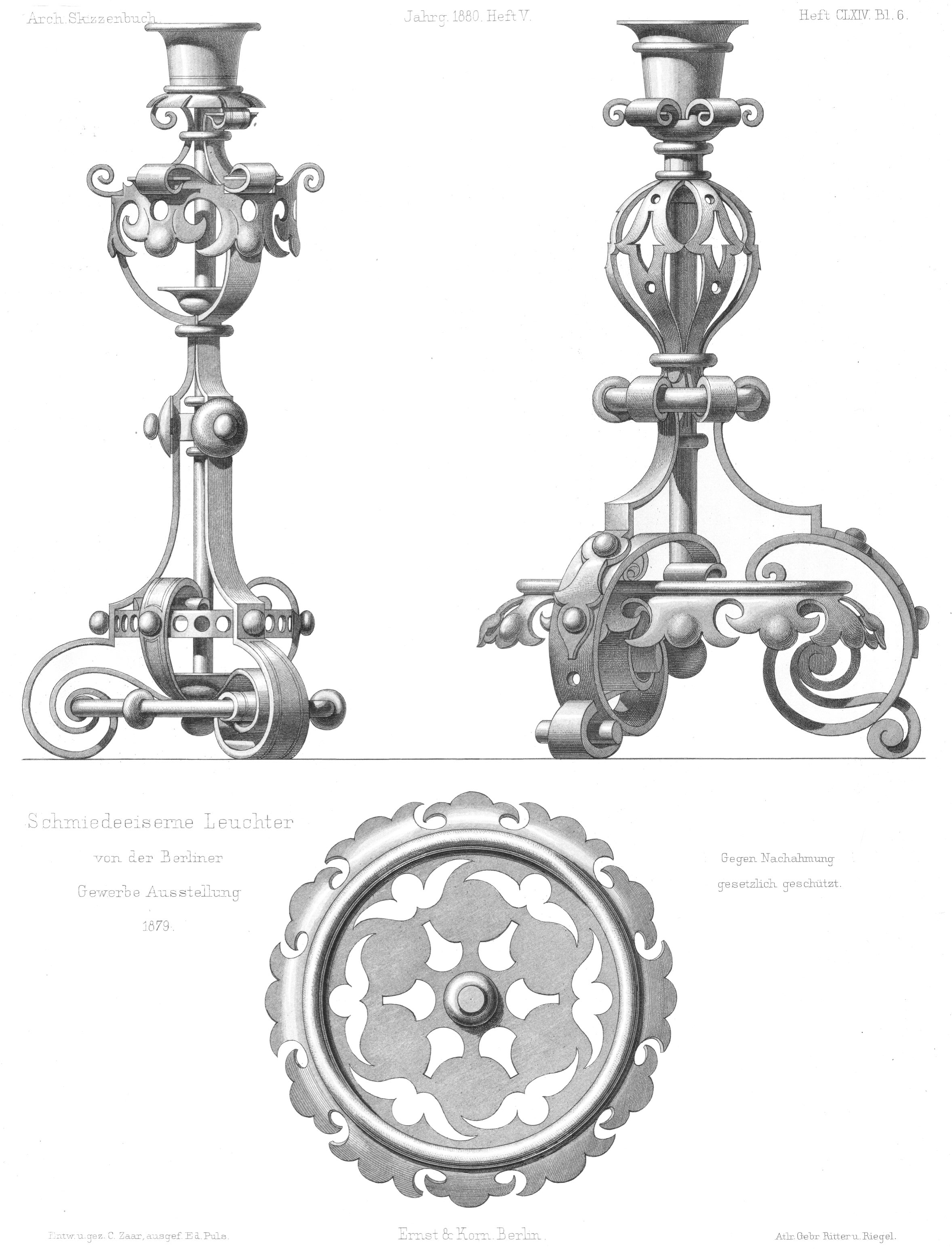
Modèle de ferronnerie domestique, 1879.
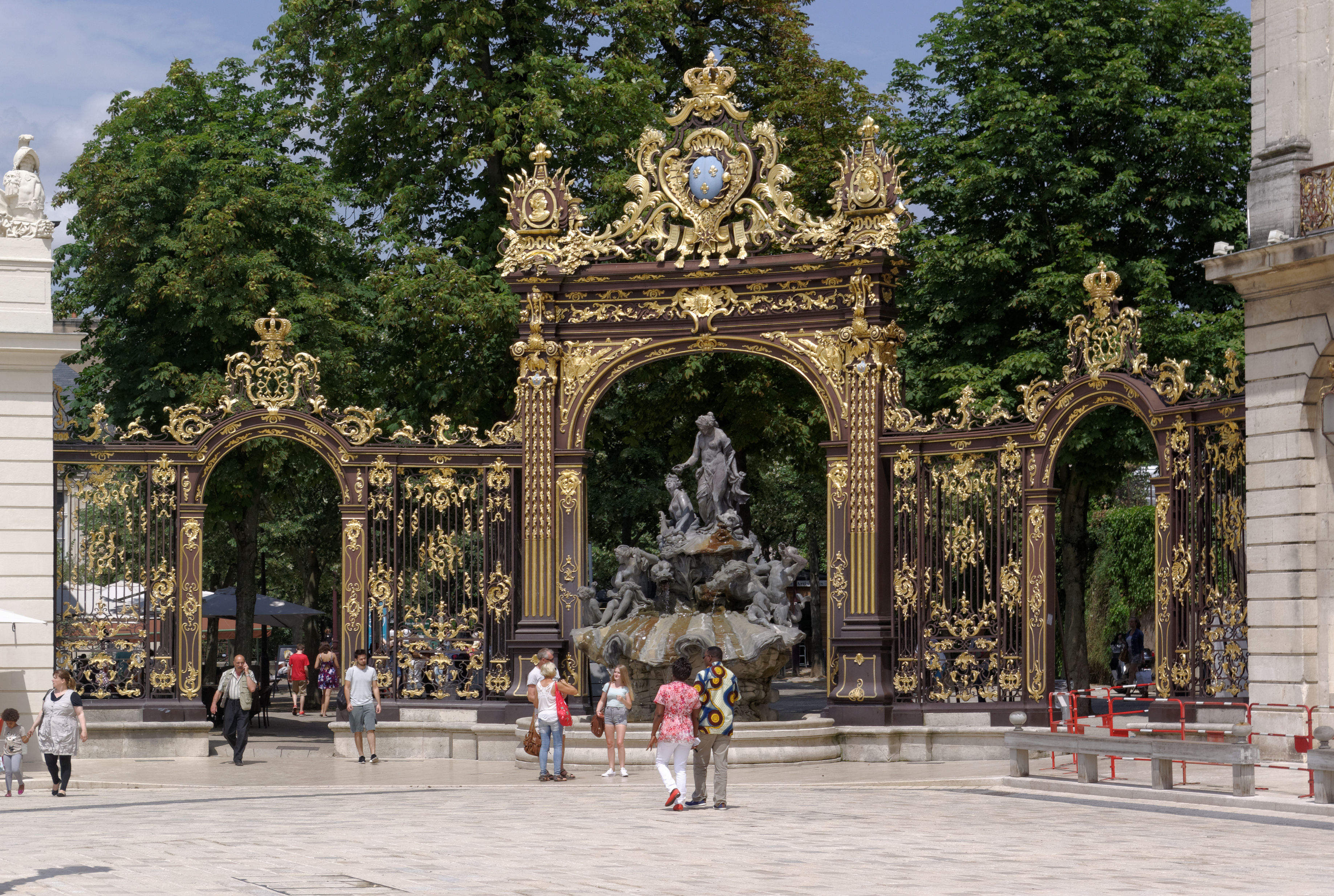
Grilles en fer forgé de la place Stanislas de Nancy par Jean Lamour, 1755.
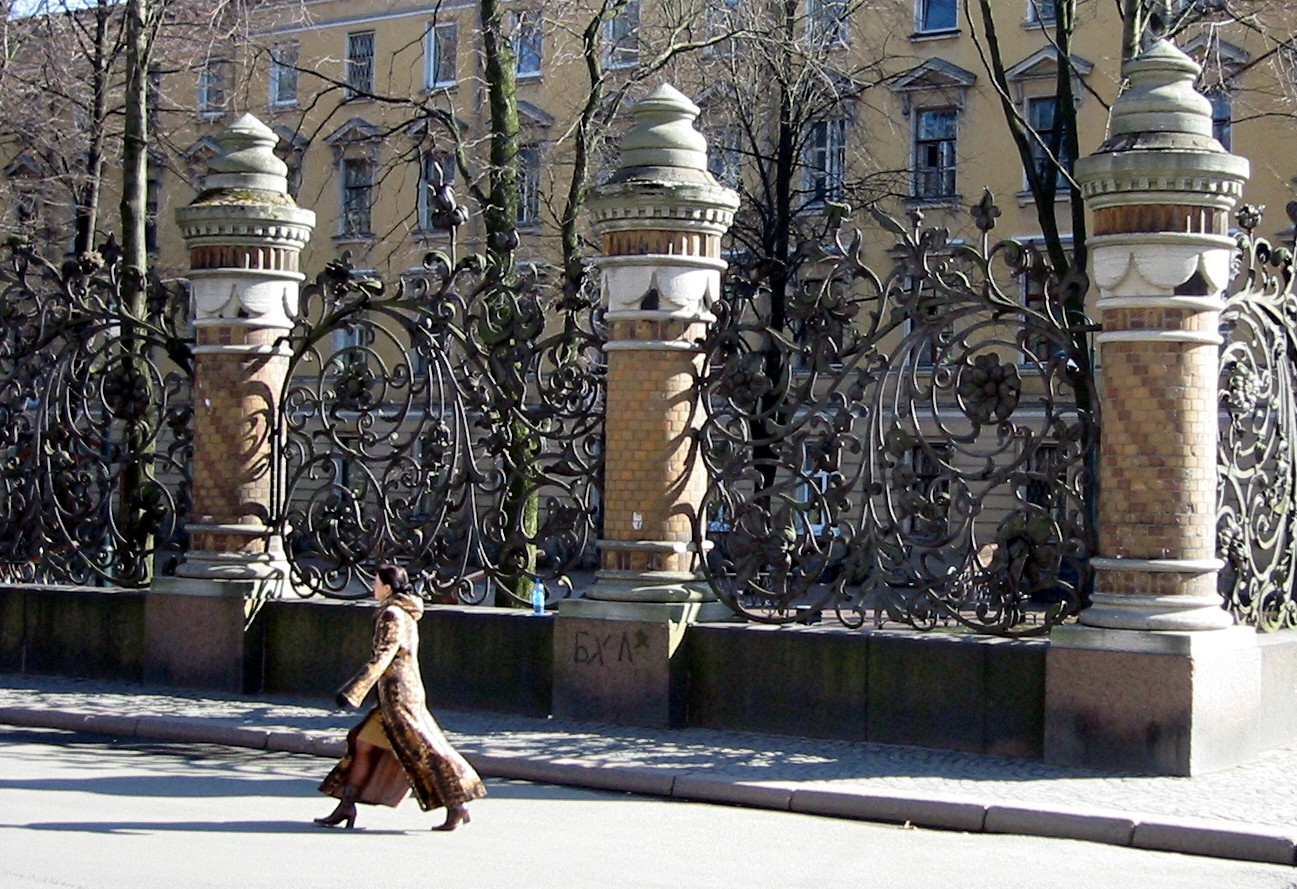
Grille en fer moulé, Palais d'Hiver, Saint-Pétersbourg (Russie), 1762.
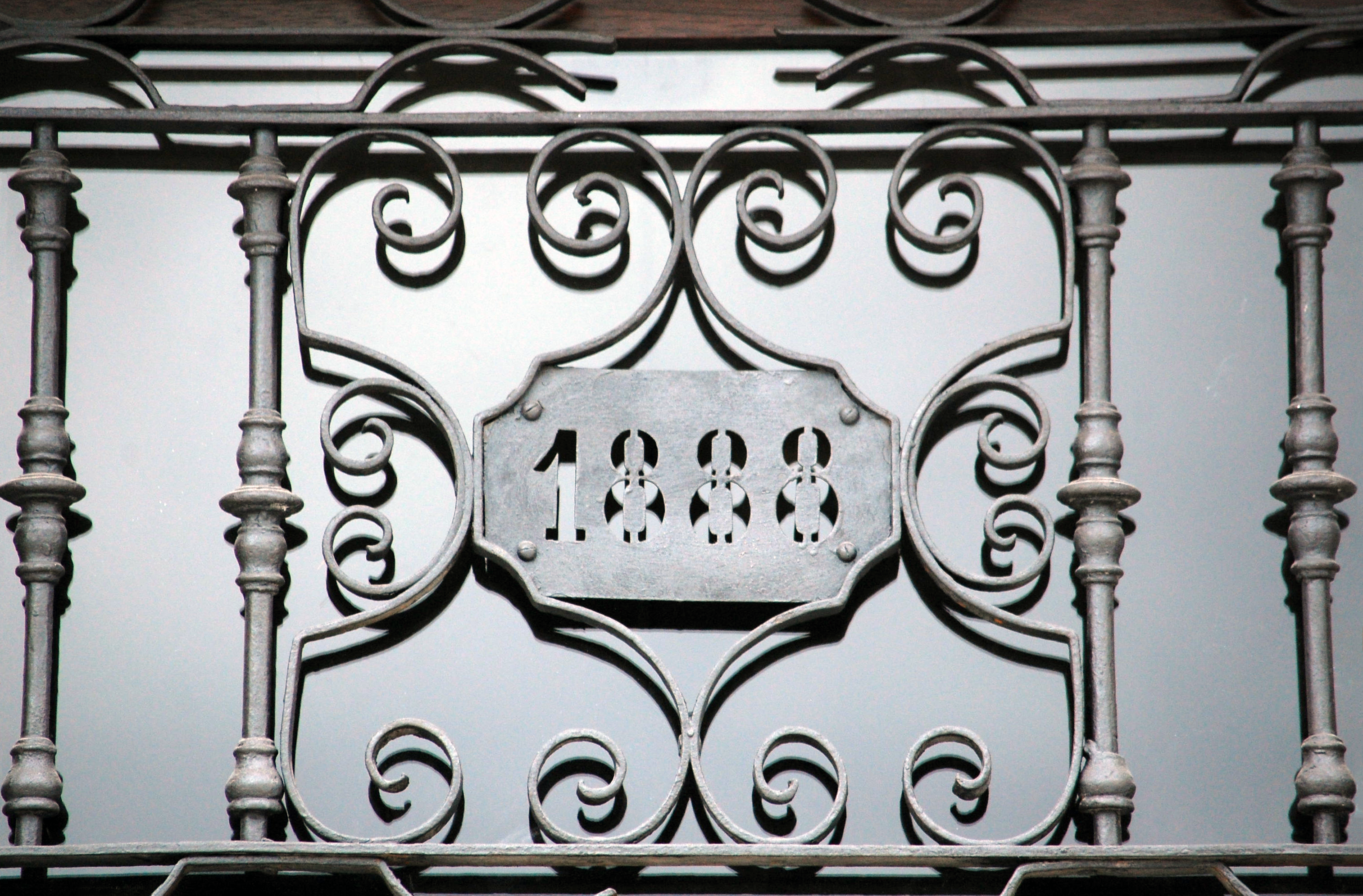
1888, Alcalá de Henares.
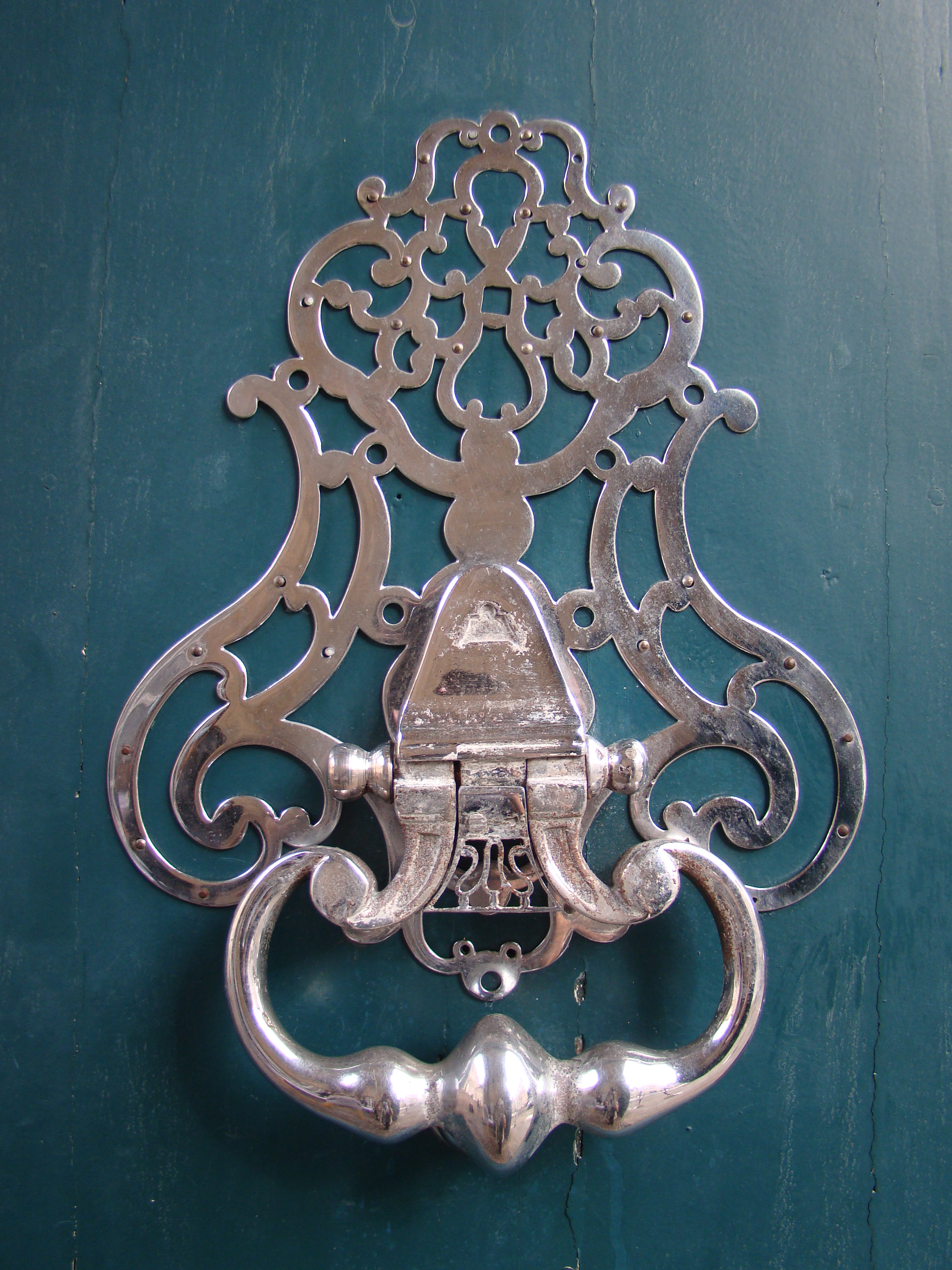
Heurtoir de la porte cochère de l'hôtel de Basquiat à Bordeaux.

### Ferronnerie populaire

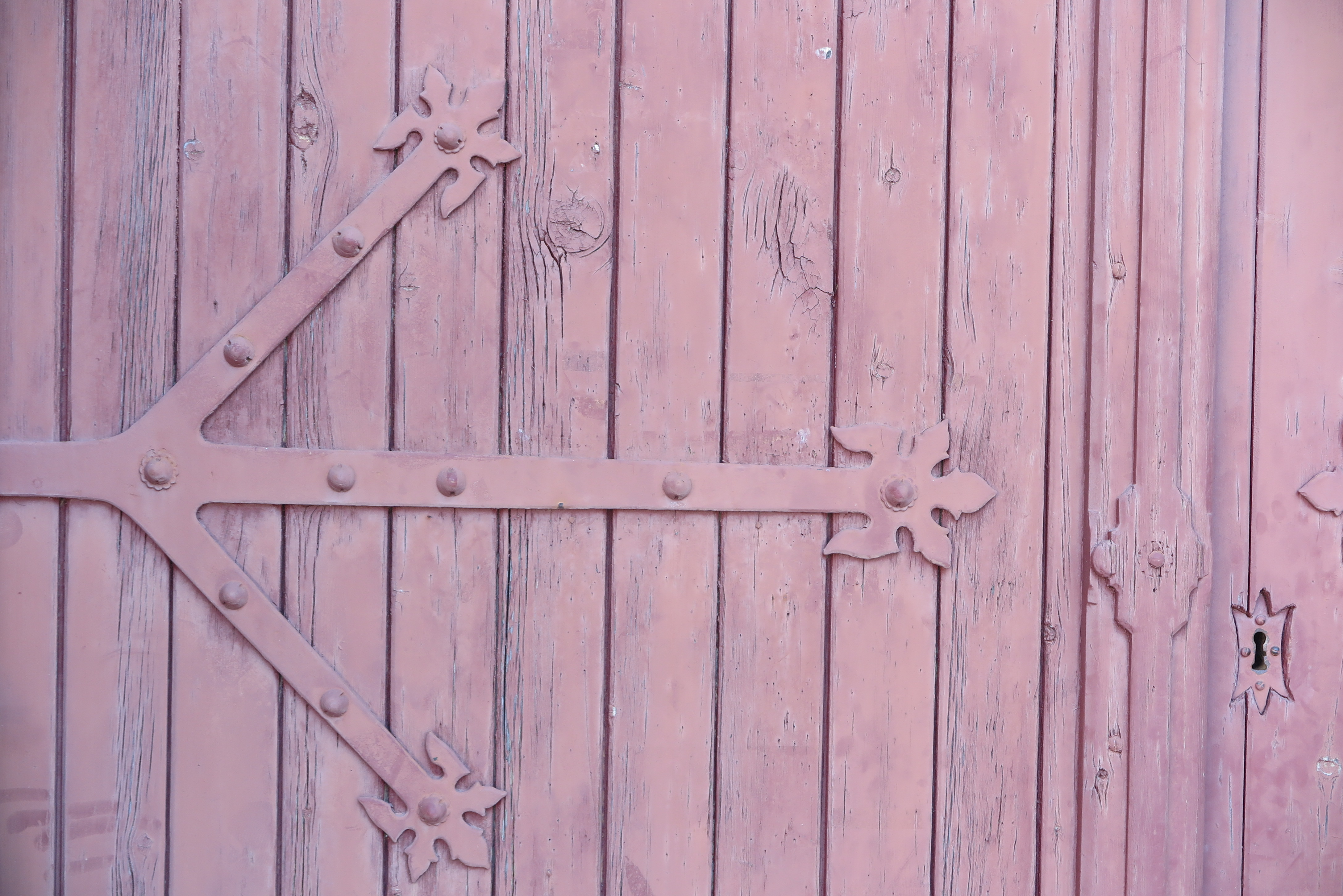
Ferronnerie de porte d'église à Francescas.

La ferronnerie populaire recouvre la production des artisans locaux, généralement maréchaux-ferrants, qui disposaient des moyens techniques — forge et enclume — et du savoir-faire pour travailler le fer.
Cette production rustique à vocation essentiellement utilitaire se retrouve encore dans les bâtiments ruraux. Les modèles les plus évolués à tendance décorative furent produits à petite échelle pour embellir les maisons des notables, les devantures des commerces, les tombes et pour réaliser des calvaires.
Dans ces œuvres artisanales, les volutes sont tournées sur gabarits, leurs extrémités sont roulées ou martelées à chaud ; elles sont assemblées par rivetage ou par soudage à la forge. Les assemblages sont parfois consolidés et masqués par un collier en plomb coulé dans un moule démontable directement sur la grille.

### Ferronnerie industrielle
Apparue au XIXe siècle, la ferronnerie industrielle va de pair avec l'extension des fonderies et la baisse de prix qui en résulte. Elle donne lieu à un large catalogue de pièces moulées standard destinées aux balcons et grilles des demeures bourgeoises, mais aussi à celles des tombes.
Ce modèle de décoration et de délimitation de propriété, importé de la ville, se diffuse au milieu du XIXe siècle jusqu'au fond des campagnes françaises, s'intégrant au monde rural traditionnel (habitat et art funéraire) chez tous les paysans qui en avaient les moyens. Balcons et rambardes en fer moulé, grilles d'entrée et portails monumentaux sur catalogue remplaceront ainsi le fer forgé utilitaire des forgerons locaux.

### Ferronnerie d'art

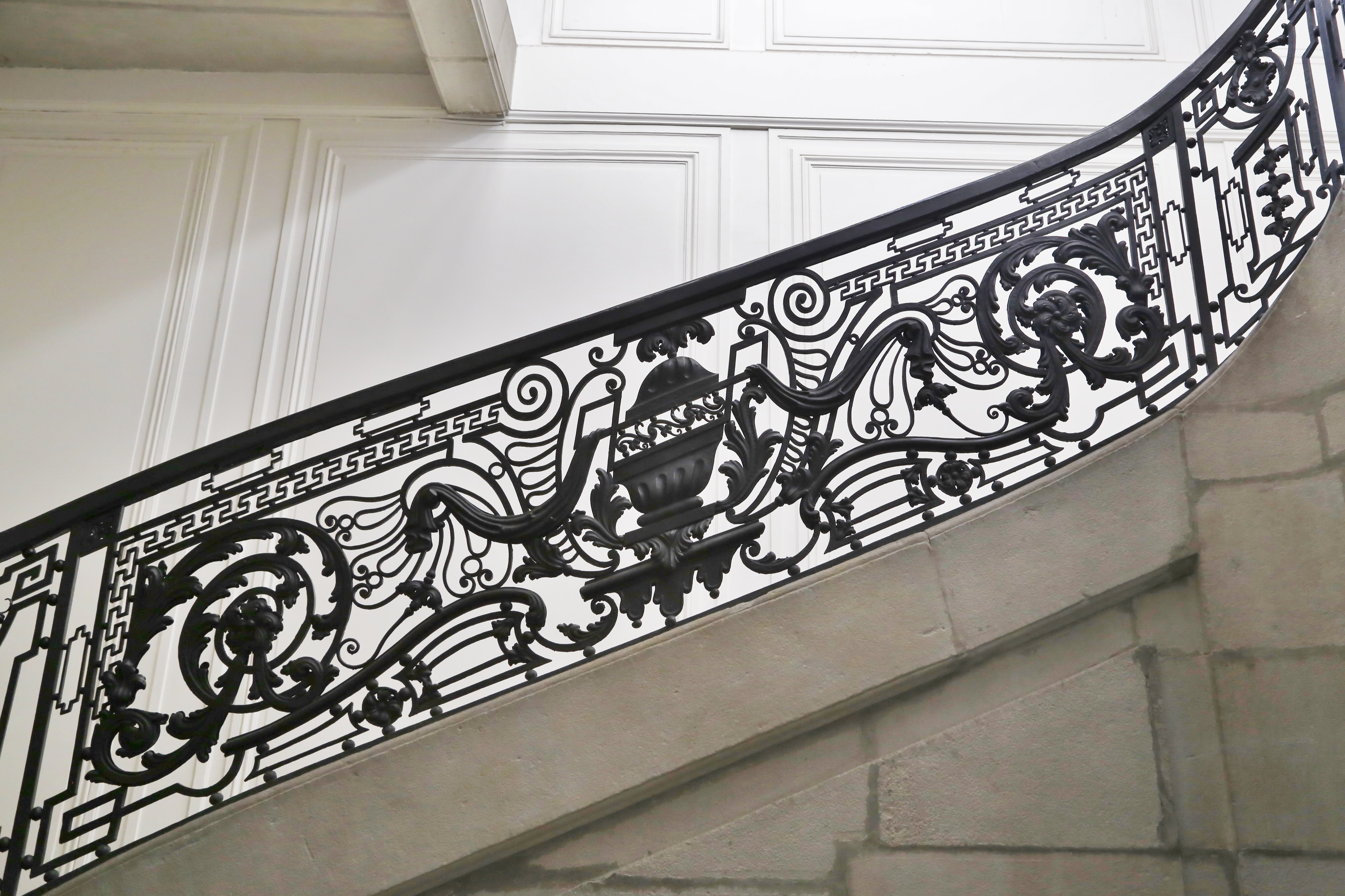
Rampe d'escalier du XVIIIe siècle.

Un certain nombre d'artistes se sont investis dans le travail du métal. Portés par la demande des édifices publics, cathédrales, palais, demeures de prestige de la noblesse ou de la haute bourgeoisie, ils connaissent parfois la notoriété.
Des travaux de ferronnerie spectaculaires datant du Moyen Âge sont visibles sur les portes ouest de Notre-Dame-de-Paris. Sur ces portes, la ferronnerie reste encore un renfort et une protection du bois. Il faudra attendre le XVIe siècle pour que la ferronnerie s'affranchisse du support du bois.
Sous Louis XIII et surtout sous le règne de Louis XIV, la ferronnerie française atteint le plus haut niveau d'excellence.
En 1788, Buffon fait construire par l'architecte Verniquet une gloriette dans le Jardin du Roy. Cet édifice est l'une des toutes premières constructions métalliques au monde. Elle est majoritairement réalisée avec du fer provenant des Forges de Buffon.
L'Angleterre du XVIIe siècle connaît de son côté un fort développement de la ferronnerie à la suite de l'arrivée du ferronnier Jean Tijou. Cet artisan français protestant, qui avait fui son pays comme nombre de ses compagnons à la suite de la révocation de l'édit de Nantes en 1685, gagna la confiance de William III. On lui doit la multitude de grilles du château de Hampton Court.
Le style rococo, apparu à la fin du XVIIIe siècle, relance l'intérêt pour la ferronnerie en imposant de nouveaux défis techniques aux artisans. Les grilles de la place Stanislas à Nancy, réalisées par Jean Lamour, sont un exemple de ces productions.
Liée à l'engouement pour l'Art nouveau et les arts décoratifs, la ferronnerie d'art connaît en France et en Belgique un renouveau spectaculaire dans la dernière partie du XIXe siècle et la première partie du XXe siècle. Le style Art nouveau exploitera les possibilités de la fonderie pour développer des ferronneries à motifs végétaux qui se répandent des jardins publics aux entrées de métro parisiennes.

## Artistes et artisans ferronniers célèbres

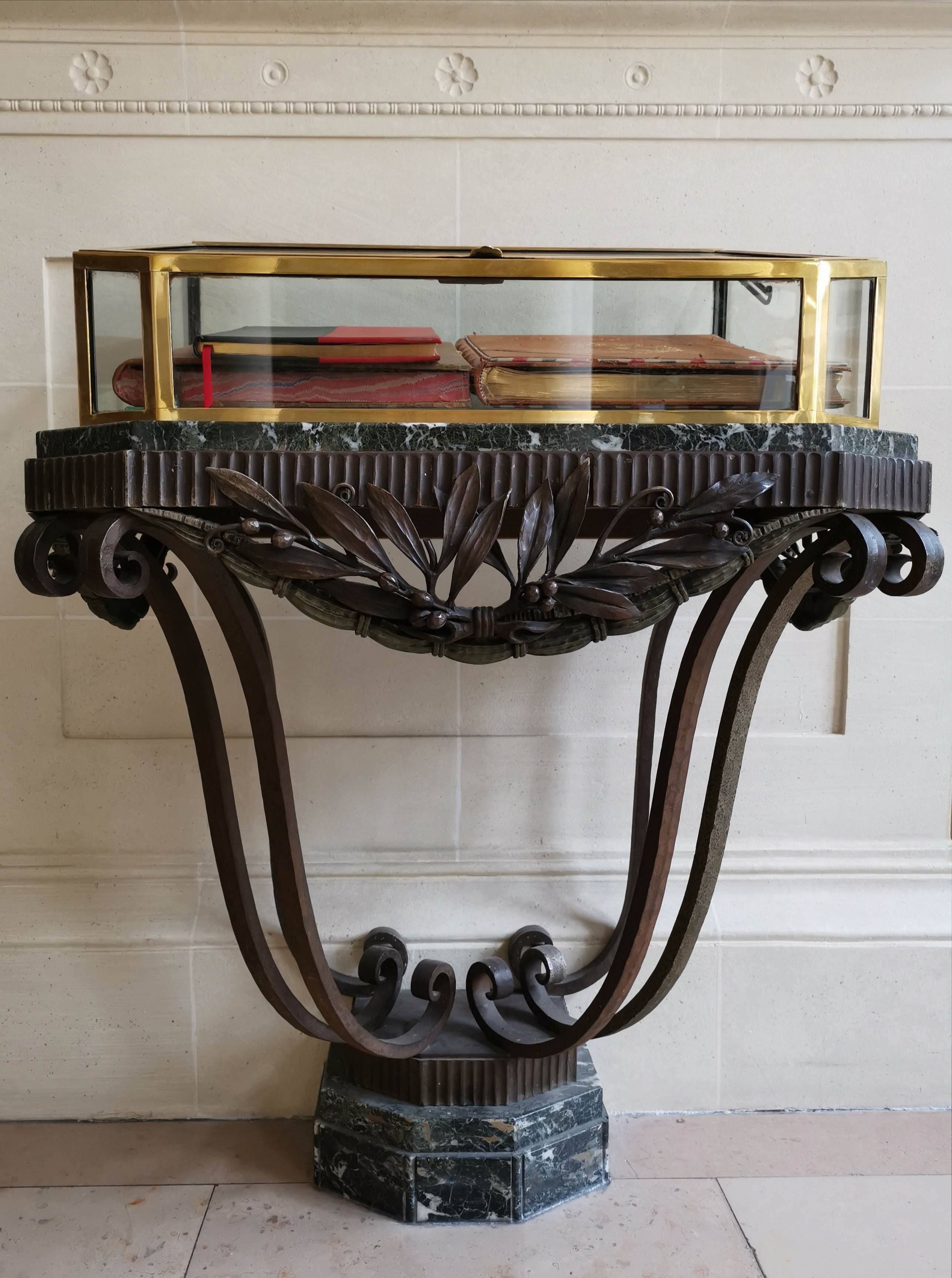
Console réalisée par Paul Kiss.

- Biscornet, auteur légendaire des pentures des portes latérales de la façade occidentale de Notre-Dame de Paris au XIIIe siècle
- Jean Bérain
- Joseph Bosc
- Pierre François Marie Boulanger
- Edgar Brandt
- Hector Guimard
- Gyula Jungfer
- Paul Kiss
- Jean Lamour
- Jean Lepautre
- Daniel Marot
- Alessandro Mazzucotelli
- Bernard Ortet
- Gilbert Poillerat
- Jean Prouvé
- Émile Robert
- Raymond Subes
- Adalbert Szabo
- Jean Tijou
- Jean Veyren
- Richard Georges Desvallières
- André Valentin, Meilleur ouvrier de France en ferronnerie d'art (1955)

## Galerie

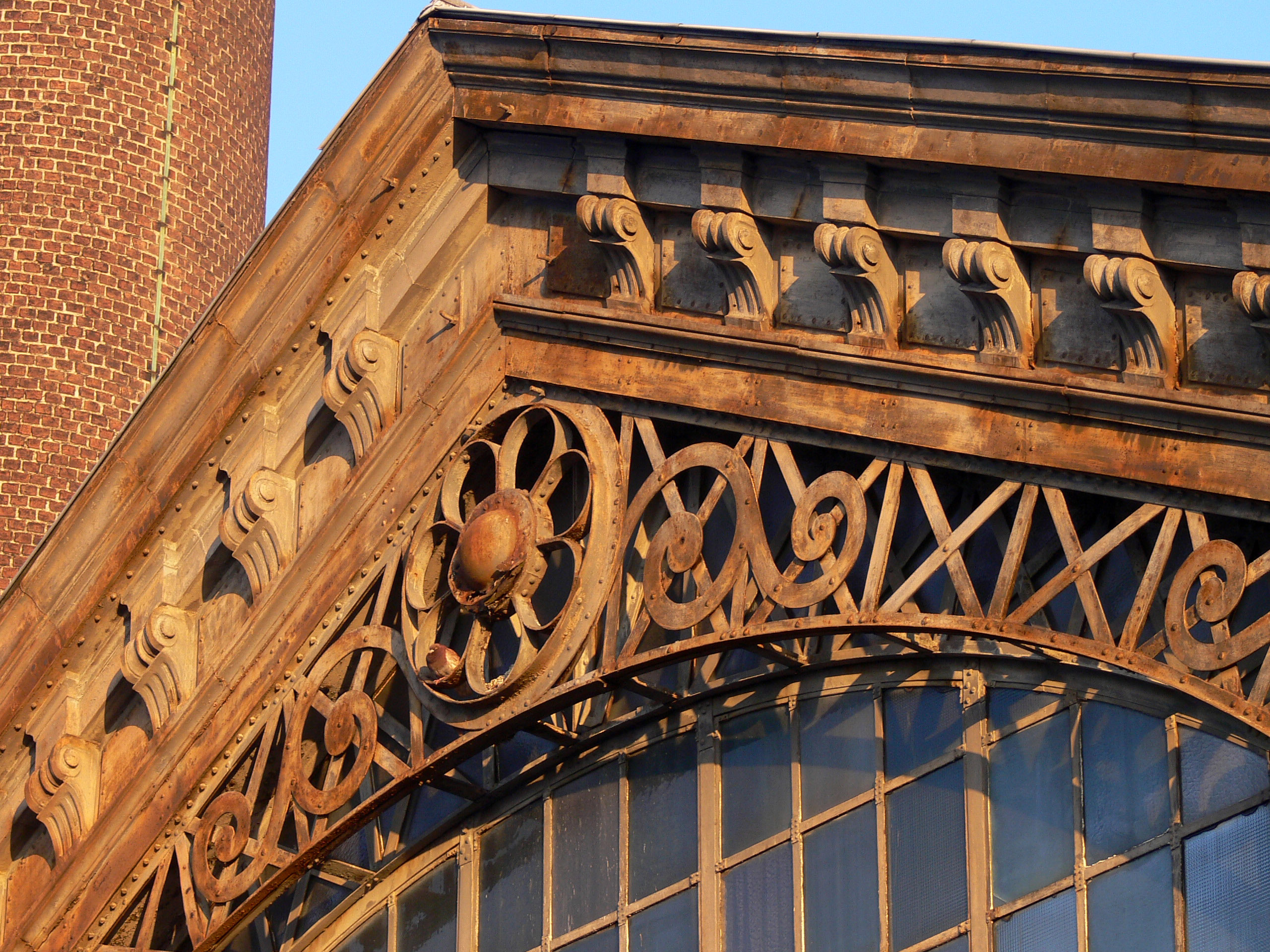
Ferronnerie de bâtiment industriel (Lille, France).
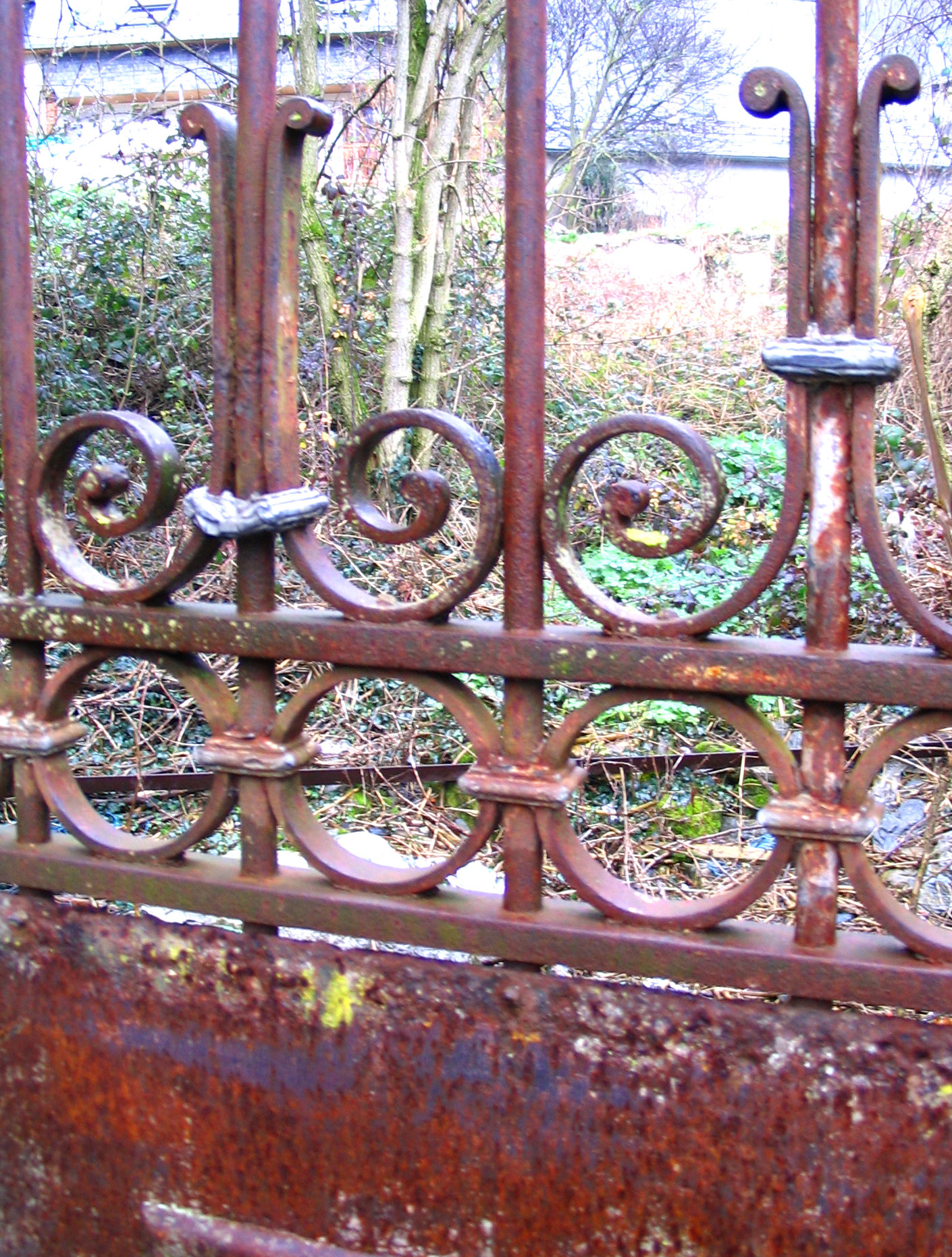
Colliers décoratifs en plomb moulé sur un portail (Laruns, France) XXe siècle.
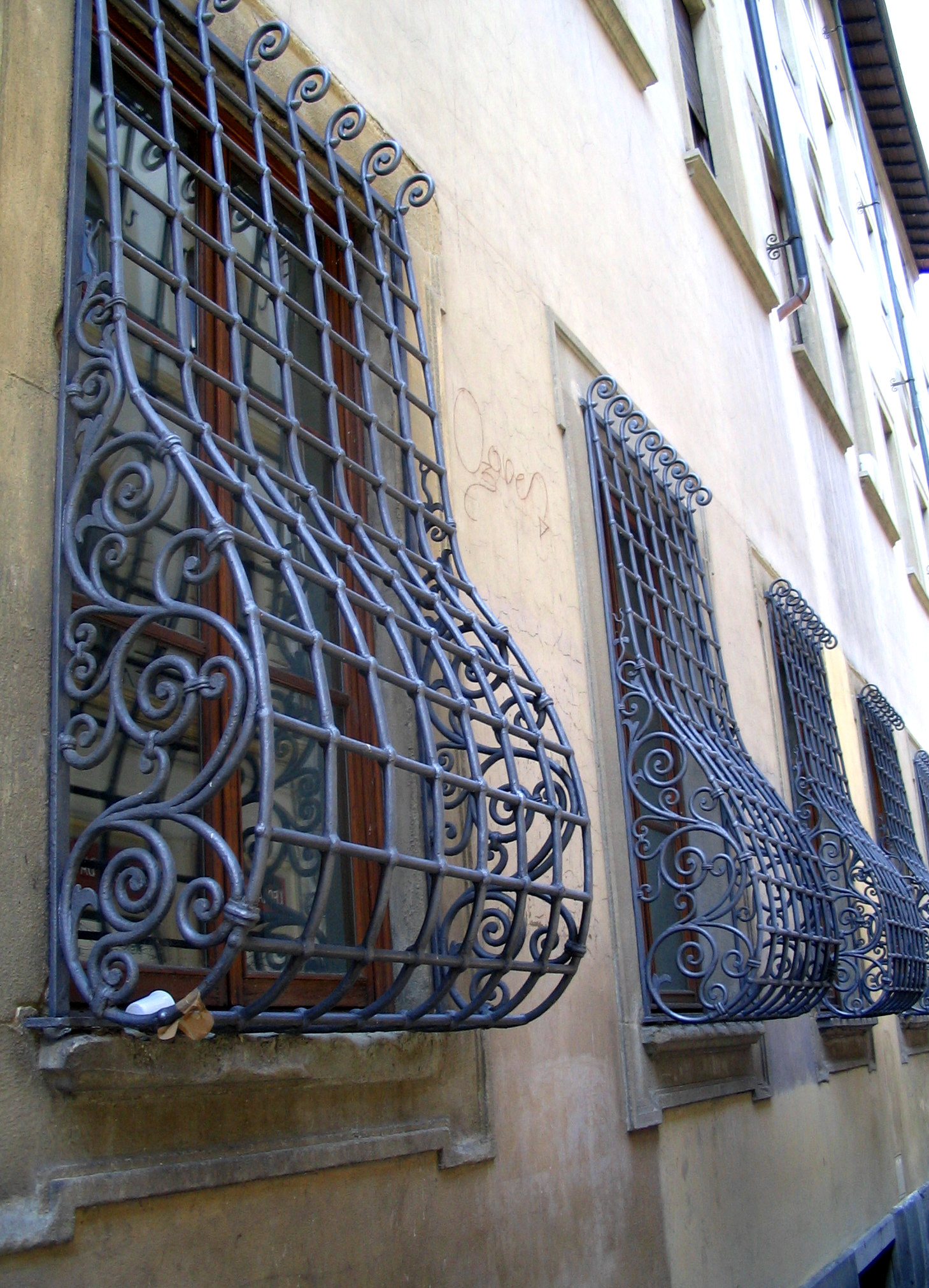
Grilles en fer forgé (Florence, Italie) XVIIe siècle.
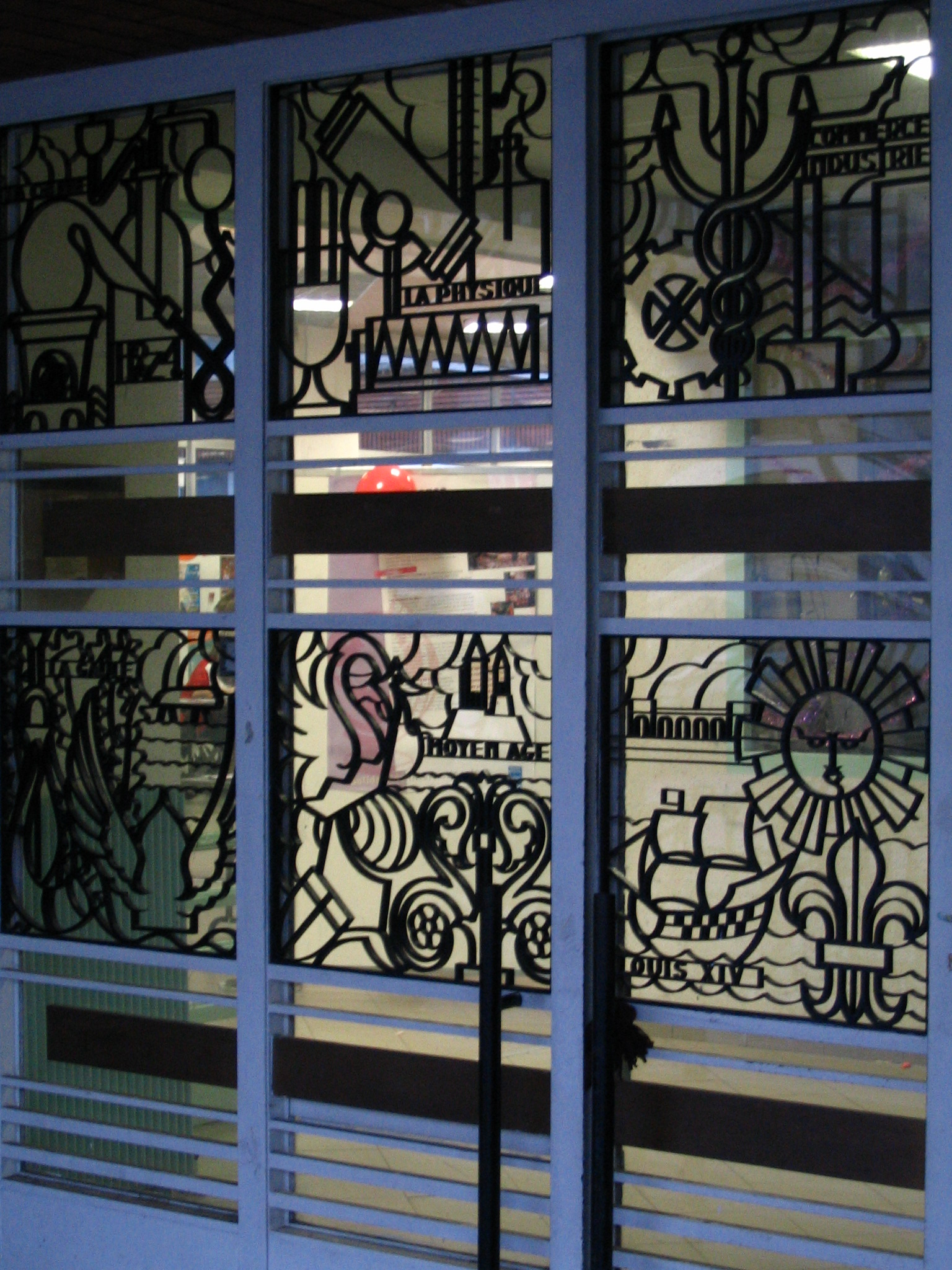
Grille du collège Jules Ferry à Maisons-Alfort, représentant les matières enseignées : chimie, histoire, etc. Gilbert Poillerat (1932).